# 1998 FIFAワールドカップ・グループD
1998 FIFAワールドカップ グループDは、パラグアイ・ナイジェリア・スペイン・ブルガリアの4チームが組んだ。6月12日から6月24日まで6試合行い、パラグアイ・ナイジェリアが決勝トーナメントへ進出した。

## 試合結果
| 順 | チーム       | 試 | 勝 | 分 | 敗 | 得 | 失 | 差 | 点 | 出場権                   |
| -- | ------------ | -- | -- | -- | -- | -- | -- | -- | -- | ------------------------ |
| 1  | ナイジェリア | 3  | 2  | 0  | 1  | 5  | 5  | 0  | 6  | ノックアウトステージ進出 |
| 2  | パラグアイ   | 3  | 1  | 2  | 0  | 3  | 1  | +2 | 5  | ノックアウトステージ進出 |
| 3  | スペイン     | 3  | 1  | 1  | 1  | 8  | 4  | +4 | 4  |                          |
| 4  | ブルガリア   | 3  | 0  | 1  | 2  | 1  | 7  | −6 | 1  |                          |

すべてフランス時刻(CET)
| 1998年6月12日 14:30 |

| パラグアイ | 0–0 | ブルガリア |
|            |     |            |

| スタッド・ド・ラ・モソン, モンペリエ 入場者数: 27,650人 主審: Abdul Rahman Al-Zeid (サウジアラビア) |

| 1998年6月13日 14:30 |

| スペイン                | 2–3 | ナイジェリア                                        |
| イエロ 21分 ラウル 47分 |     | アデポジュ 25分 スビサレッタ(OG) 73分 オリセー 78分 |

| スタッド・ド・ラ・ボージョワール, ナント 入場者数: 33,257人 主審: Esfandiar Baharmast (アメリカ) |

| 1998年6月19日 17:30 |

| ナイジェリア  | 1–0 | ブルガリア |
| イクペバ 26分 |     |            |

| パルク・デ・プランス, パリ 入場者数: 45,500人 主審: Mario Sanchez Yanten (チリ) |

| 1998年6月19日 21:00 |

| スペイン | 0–0 | パラグアイ |
|          |     |            |

| スタッド・ジョフロワ・ギシャール, サン＝テティエンヌ 入場者数: 30,600人 主審: Ian McLeod (南アフリカ) |

| 1998年6月24日 21:00 |

| ナイジェリア | 1–3 | パラグアイ                                 |
| オルマ 11分  |     | アジャラ 1分 ベニテス 59分 カルドーソ 86分 |

| スタディウム・ド・トゥールーズ, トゥールーズ 入場者数: 33,500 人 主審: Pirom Un-Prasert (タイ) |

| 1998年6月24日 21:00 |

| スペイン                                                                    | 6–1 | ブルガリア          |
| イエロ 6分 (PK) ルイス・エンリケ 19分 モリエンテス 55分,81分 キコ 85分,90分 |     | コスタディノフ 58分 |

| スタッド・フェリス・ボレール, ランス 入場者数: 38,100人 主審: Mario van der Ende (オランダ) |